# Szuniowce
Szuniowce (biał. Шунеўцы; ros. Шуневцы) – wieś na Białorusi, w obwodzie witebskim, w rejonie głębockim, w sielsowiecie Koroby.

## Historia
W czasach zaborów wieś prywatna w gminie Głębokie, w powiecie dzisieńskim, w guberni wileńskiej Imperium Rosyjskiego, pod koniec XIX własność ks. Witgensteina.
W latach 1921–1945 wieś i kolonia leżały w Polsce, w województwie wileńskim, w powiecie dziśnieńskim, w gminie Głębokie.
Według Powszechnego Spisu Ludności z 1921 roku we wsi zamieszkiwały 282 osoby, 6 było wyznania rzymskokatolickiego, 276 prawosławnego. Jednocześnie 6 mieszkańców zadeklarowało polską przynależność narodową, 276 białoruską. Było tu 50 budynków mieszkalnych. W 1931 w 13 domach zamieszkiwało 61 osób.
Kolonię Szuniowce  w 1931 w 51 domach zamieszkiwały 304 osoby.
Wierni należeli do parafii rzymskokatolickiej i prawosławnej w Głębokiem. Miejscowość podlegała pod Sąd Grodzki w Głębokiem i Okręgowy w Wilnie; właściwy urząd pocztowy mieścił się w Głębokiem.
W wyniku napaści ZSRR na Polskę we wrześniu 1939 miejscowość znalazła się pod okupacją sowiecką. 2 listopada została włączona do Białoruskiej SRR. Od czerwca 1941 roku pod okupacją niemiecką. W 1944 miejscowość została ponownie zajęta przez wojska sowieckie i włączona do Białoruskiej SRR.
Od 1991 w składzie niepodległej Białorusi.